# Fridrik Vilim III., pruski kralj
Fridrik Vilim III. (3. kolovoza 1770. – 7. lipnja 1840.) bio je pruski kralj od 16. studenoga 1797. do svoje smrti 1840. godine. Istovremeno je bio izborni knez Markgrofovije Brandenburga u Svetomu Rimskom Carstvu do njegova raspada 6. kolovoza 1806. godine.
Fridrik je vladao Kraljevinom Pruskom u teškim vremenima Napoleonskih ratova, a nevoljko se pridružio Protunapoleonskoj koaliciji. Nakon Napoleonova poraza sudjelovao je na Bečkomu kongresu koji se okupio kako bi riješio politička pitanja koja proizlaze iz novoga postnapoleonskog poretka u Europi.
Njegov primarni interes bila je reforma protestantskih Crkvi u Pruskoj. Bio je odlučan ujediniti protestantske Crkve kako bi ujedinio njihovu liturgiju, organizaciju i arhitekturu. Dugoročni cilj bio je imati potpuno centraliziranu kraljevsku kontrolu nad svim protestantskim crkvama u Pruskoj uniji. Za Fridrika se govorilo da je bio iznimno sramežljiv i neodlučan. Njegova supruga kraljica Lujza (1776. – 1810.) bila je njegov najvažniji politički savjetnik. Vodila je moćnu skupinu koja je uključivala baruna Henrika Reichsfreiherra, Karla von Hardenberga, Gerharda von Scharnhorsta i Augusta Neidhardta, koja je krenula su s reformom pruske uprave, Crkvi, financija i vojske. Bio je zajednički predak ruskoga cara Nikole II. i njemačkoga cara Vilima II.